# 비티니아역
비티니아역(이탈리아어: stazione di Vitinia)은 로마-리도 선에 있는 철도역 중 하나이다. 이 역은 로마 제 12구, 비티니아에 위치해 있다. 이 역 주변에는 비아 오스티엔시스가 위치해 있다.

## 역사
이 역은 로마-오스티아 간 철도의 일부분으로 1924년 개업했다. 1924년 8월 10일 정식으로 기차 시간표에 등록되었으며 전쟁 전에는 농촌 이름이었던 "리사로역"이었다. 전쟁이 끝난 후 비티니아 역으로 역명이 바뀌었다. 제2차 세계 대전 기간에 손상을 거의 입지 않은 얼마 안 되는 역이었다.
현재 이 역의 모습은 2000년에 리모델링한 모습이며, 1920년대 역사의 모습도 그대로 보존되어 있다.

## 역 주변
- 비티니아

## 시설
비티니아 역에는 다음과 같은 시설이 있다.
- 190석의 파크 앤드 라이드 시설
- 장애인 전용 승차시설
- 엘리베이터